# Margalida Caimari i Vila
Margalida Caimari Vila (Desconegut, 1839 - Palma, 1921) fou una poetessa de la Renaixença i benefactora social vinculada a Mallorca, Catalunya i Cuba.
Nasqué i es casà dins la burgesia comercial liberal, fet que l'ajudà a tenir més instrucció i llibertat que les dones del seu entorn. Emparada pel renaixentista Pons i Gallarza, de ben jove no només escriví poesia sinó que les recità en públic en diferents moments i entitats, fet novedós en una dona devers 1869. Formà part d'un grup de joves escriptores que es mogueren dins l'Ateneu Balear i la tertúlia de Pons i Gallarza.
La seva poesia més innovadora és la realista d'inspiració popular i la patriòtica; en la primera excel·leix explicant els sentiments de soledat i d'impotència de la dona que espera el marit emigrat a Cuba. En la segona, té molt clara la idea de pàtria catalana i admira la industrialització. Pogué dur una important activitat literària, amb la pròpia tertúlia, i de beneficència social perquè només tingué una filla. Publicà tant a revistes de Mallorca com del Principat.
Abordà la qüestió social des del catolicisme segons les directrius de Lleó XIII, conegué de primera mà el treball de les obreres del tèxtil per l'empresa del marit, La Alfombrera, i fou molt activa fundant per als fills de les obreres els Bressols del Minyó Jesús, a imitació dels de Catalunya. Amb 71 anys inaugurava dins el Patronat Obrer les escoles diürnes graduades per a nins obrers. Reflectí el seu conservadorisme social en alguns poemes.
Fou valorada com a poeta per Jeroni Rosselló, Miquel dels Sants Oliver, Sanchis Guarner, l'Arxiduc Lluís Salvador d'Àustria però, constrenyits per l'estereotip, només li valoraren i reproduïren els poemes maternals.